# Folke Kyling
Karl Folke Fritiof Kyling (i riksdagen kallad Kyling i Lyrestad och Kyling i Johanheshov), född 20 december 1901 i Söderby-Karls församling, Stockholms län, död 15 juni 1982 i Stockholm (Enskede), var en svensk högerpolitiker och förbundsordförande i Ungsvenskarna 1941–1945.
Folke Kyling och Henry Jarild var initiativtagare till bildandet av Studieförbundet Medborgarskolan. Dessa två blev också ordförande respektive rektor i det nybildade studieförbundet.
Han var ledamot av andra kammaren 1937–1954 och borgarråd i Stockholm 1954–1966.
Folke Kyling är begravd på Sandsborgskyrkogården i Stockholm.